# Microsoft SQL Server Compact Edition
SQL Server Compact Edition (первоначальное название — SQL Server Everywhere) — продукт компании Майкрософт в линейке SQL Server, являющийся версией SQL Server Mobile со снятым запретом работы под Win32 и изменённой лицензией. Продукт выпущен 11 января 2007 года. Последний релиз — SQL Server Compact 4.0, с поддержкой .NET Framework 4.0 и работающий под 32- и 64-разрядными версиями Windows.
SQL Server Compact основан на том же коде что и SQL Server Mobile. База данных хранится в едином файле, формат которого совпадает с форматом «мобильной» версии. Этот формат файла и движок уже несколько лет используется в некоторых «настольных» продуктах Microsoft, в частности, в клиенте MSN. В отличие от SQL Server Express, выполняющегося в виде отдельного сервиса, SQL Server Compact выполняется «in-proc», то есть в рамках вызывающего процесса.
Ограничение на максимальный размер файла базы данных — 4 ГБ. Однако позднее стало известно, что ограничение в 4 ГБ является чисто техническим (связано с тем, что изначально СУБД использовалась на устройствах, где 4 ГБ это более чем достаточно), а потому будет изменено в последующих версиях.
Использование SQL Server Compact для веб-приложений под IIS невозможно (программное и лицензионное ограничение). Позже было объявлено, что возможно использование SQL CE из под IIS в новой версии. Для этого необходимо перед использованием библиотеки выполнить команду AppDomain.CurrentDomain.SetData("SQLServerCompactEditionUnderWebHosting", true). Однако такой подход не рекомендуется, так как SQL CE не оптимизирована для одновременного доступа большого количества пользователей.
Многопользовательская работа с одним файлом базы данных с разных компьютеров — не поддерживается в связи с техническими сложностями. Однако доступ из разных процессов на одном компьютере вполне возможен и является штатным.
В феврале 2013 года Microsoft объявила, что SQL Server Compact Edition устарела.
Хотя новых версий и обновлений не планируется, Microsoft будет продолжать поддерживать SQL Compact с помощью стандартной политики поддержки жизненного цикла. Эта поддержка завершится в июле 2021 года.